# Fourneaux (Manche)
Pour les articles homonymes, voir Fourneaux.
Fourneaux est une commune française, située dans le département de la Manche en région Normandie, peuplée de 131 habitants.

## Géographie
La commune est aux confins du pays saint-lois et du Bocage virois. Son petit bourg est à 2,5 km au sud-est de Tessy-sur-Vire, à 3,5 km au nord de Pont-Farcy et à 11 km au sud-ouest de Torigni-sur-Vire.
Ne couvrant que 334 hectares, le territoire de Fourneaux était le moins étendu du canton de Tessy-sur-Vire.
Uniquement traversée par la modeste route départementale no 359 qui traverse le bourg, le reliant à Tessy-sur-Vire au nord et à Pont-Farcy au sud, la commune n'en est pas pour autant à l'écart des grands axes routiers. L'autoroute A84 (sortie 39) est en effet accessible à 5 km par un léger détour par Pont-Farcy.
Fourneaux est dans le bassin de la Vire qui délimite le territoire au sud et à l'ouest en y empruntant une vallée encaissée. Deux de ses affluents parcourent le territoire communal : le Tison qui fait fonction de limite au sud-est et un modeste ruisseau qui collecte les eaux du centre du territoire. Le ruisseau du Pont Vibert, affluent du Tison, marque la limite est.
Le point culminant (147 m) se situe en limite nord-est. Le point le plus bas (37 m) correspond à la sortie de la Vire du territoire, au nord-ouest. La commune est bocagère.
Les lieux-dits sont, du nord-ouest à l'ouest, dans le sens horaire : le Hamel de la Voie, la Cour (au nord), le Hamel au Marchand, la Durandière (à l'est), la Rue, le Grand Bois (au sud), le Petit Bois, le Val, la Grégardière, les Valettes, les Costils (à l'ouest) et la Masure.
| Tessy-Bocage (comm. dél. de Tessy-sur-Vire) | Domjean         | Domjean                                             |
| Tessy-sur-Vire                              | Fourneaux       | Beuvrigny                                           |
| Pont-Farcy (14)                             | Pont-Farcy (14) | Pont-Farcy (14, commune associée de Pleines-Œuvres) |

### Hydrographie
La commune est située dans le bassin Seine-Normandie. Elle est drainée par la Vire, le Tison et divers autres petits cours d'eau,.
La Vire, d'une longueur de 128 km, prend sa source dans la commune de Vire Normandie et se jette  dans la baie de Seine en limite d'Osmanville et de Carentan-les-Marais, après avoir traversé 27 communes. Les caractéristiques hydrologiques de la Viresur la commune de Tessy-Bocage. Le débit moyen mensuel est de 9,85 m3/s. Le débit moyen journalier maximum est de 234 m3/s, atteint lors de la crue du 26 janvier 1995. Le débit instantané maximal est quant à lui de 199 m3/s, atteint le 27 janvier 1995.

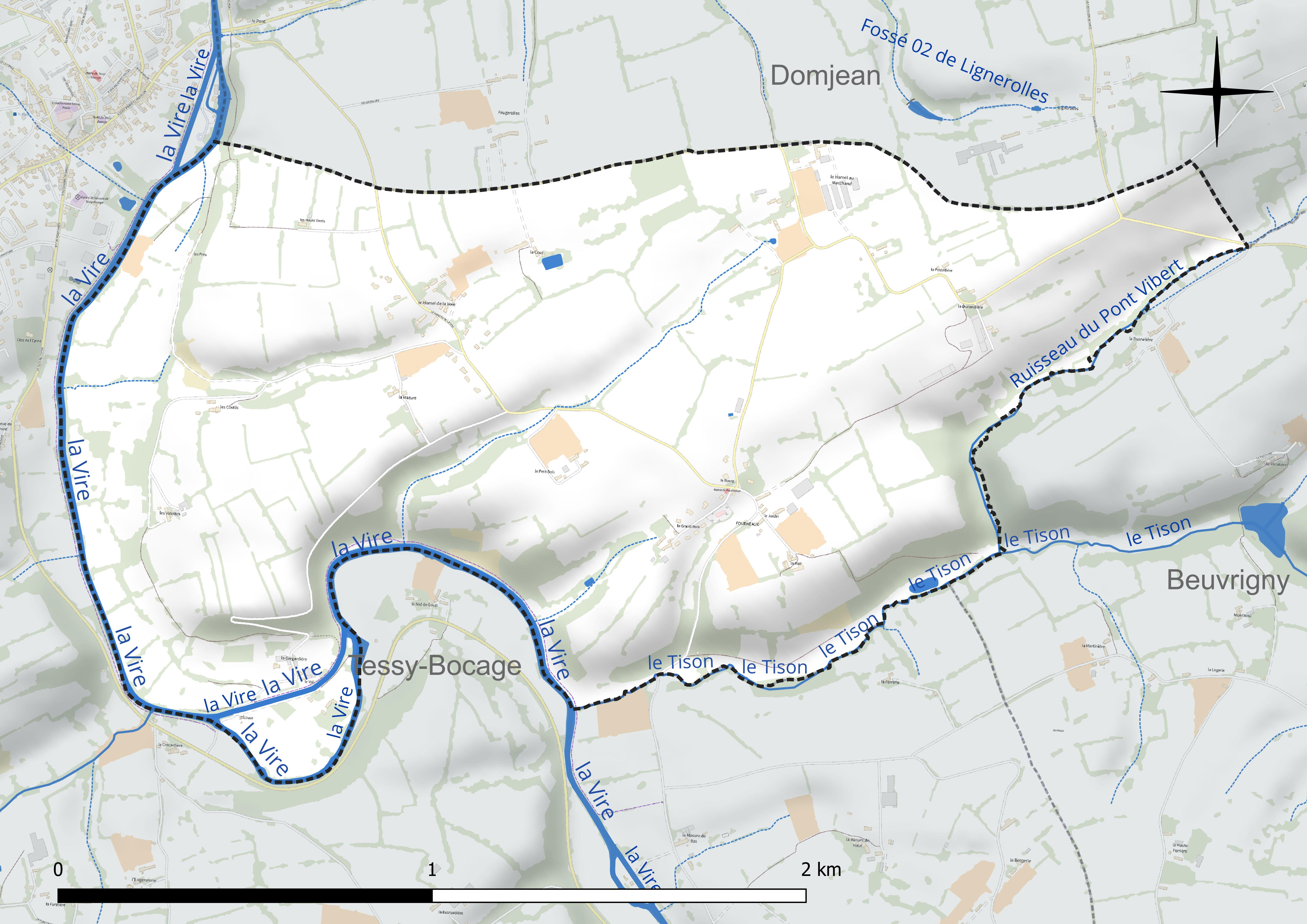
Réseau hydrographique de Fourneaux.

### Climat
Pour des articles plus généraux, voir Climat de la Normandie et Climat de la Manche.
En 2010, le climat de la commune est de type climat océanique franc, selon une étude du CNRS s'appuyant sur une série de données couvrant la période 1971-2000. En 2020, Météo-France publie une typologie des climats de la France métropolitaine dans laquelle la commune est exposée à un climat océanique et est dans la région climatique  Normandie (Cotentin, Orne), caractérisée par une pluviométrie relativement élevée (850 mm/a) et un été frais (15,5 °C) et venté. Parallèlement le GIEC normand, un groupe régional d’experts sur le climat, différencie quant à lui, dans une étude de 2020, trois grands types de climats pour la région Normandie, nuancés à une échelle plus fine par les facteurs géographiques locaux. La commune est, selon ce zonage, exposée à un « climat contrasté des collines », correspondant au Bocage normand, bien arrosé, voire très arrosé sur les reliefs les plus exposés au flux d’ouest, et frais en raison de l’altitude.
Pour la période 1971-2000, la température annuelle moyenne est de 10,5 °C, avec une amplitude thermique annuelle de 12,2 °C. Le cumul annuel moyen de précipitations est de 912 mm, avec 14 jours de précipitations en janvier et 8,7 jours en juillet. Pour la période 1991-2020, la température moyenne annuelle observée sur la station météorologique la plus proche, située sur la commune de Condé-sur-Vire à 10 km à vol d'oiseau, est de 11,3 °C et le cumul annuel moyen de précipitations est de 956,7 mm,. Pour l'avenir, les paramètres climatiques de la commune estimés pour 2050 selon différents scénarios d’émission de gaz à effet de serre sont consultables sur un site dédié publié par Météo-France en novembre 2022.

## Urbanisme

### Typologie
Au 1er janvier 2024, Fourneaux est catégorisée commune rurale à habitat très dispersé, selon la nouvelle grille communale de densité à sept niveaux définie par l'Insee en 2022.
Elle est située hors unité urbaine. Par ailleurs la commune fait partie de l'aire d'attraction de Saint-Lô, dont elle est une commune de la couronne,. Cette aire, qui regroupe 63 communes, est catégorisée dans les aires de 50 000 à moins de 200 000 habitants,.

### Occupation des sols
L'occupation des sols de la commune, telle qu'elle ressort de la base de données européenne d’occupation biophysique des sols Corine Land Cover (CLC), est marquée par l'importance des territoires agricoles (98,5 % en 2018), une proportion identique à celle de 1990 (98,5 %). La répartition détaillée en 2018 est la suivante : prairies (74,4 %), terres arables (15,2 %), zones agricoles hétérogènes (8,8 %), forêts (1,5 %). L'évolution de l’occupation des sols de la commune et de ses infrastructures peut être observée sur les différentes représentations cartographiques du territoire : la carte de Cassini (XVIIIe siècle), la carte d'état-major (1820-1866) et les cartes ou photos aériennes de l'IGN pour la période actuelle (1950 à aujourd'hui).

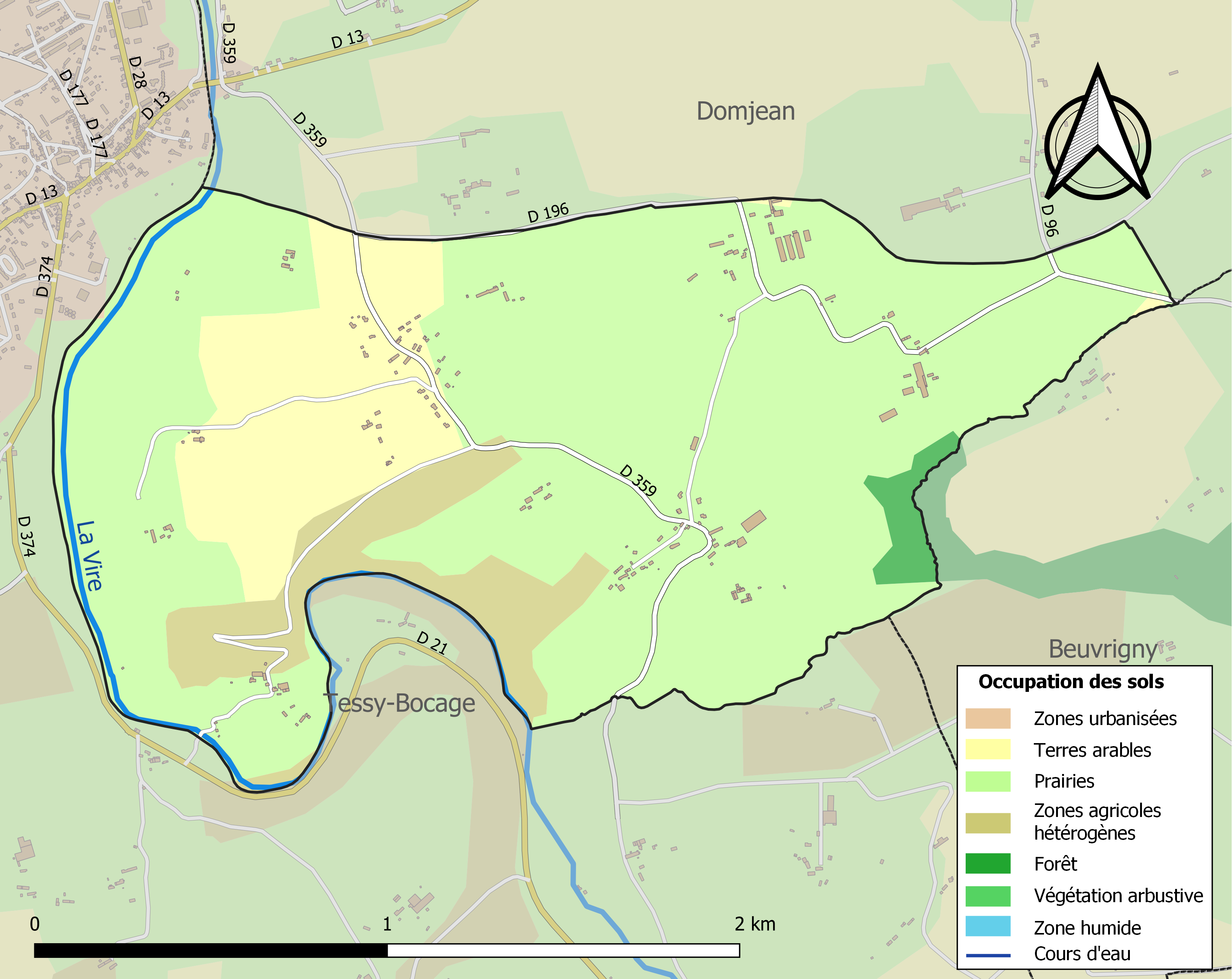
Carte des infrastructures et de l'occupation des sols de la commune en 2018 (CLC).

## Toponymie
Le nom de la localité est attesté sous les formes Ricardus de Fornels en 1159, Capella de Furnellis vers 1180, Picardus de Fornaus en 1253, Fourneaulx en 1494, Les Fourniaulx en 1509.
Toponyme médiéval précoce (étant donné l'absence d'article défini), issu de l'ancien français fornel « four », fourneau, diminutif de « four ». Du bas latin furnellus, « four », qui a évolué en fournel en ancien français. D'après René Lepelley, il serait lié à une activité potière.
Le gentilé est Fourneausien.

## Histoire
Le premier seigneur connu de Fourneaux est un certain Richard de Fourneaux (Ricardus de Fornels). Il est cité en 1159 dans la chronique de Robert de Torigni, abbé du Mont-Saint-Michel.

### Légendes
Au-dessus du village du Val, dans le bois de la Taille, il existerait un souterrain qui aboutirait au château de Torigni, à dix kilomètres ! ou au château de Fincel (Tessy-sur-Vire) pourvu d'oubliettes, à deux kilomètres en passant sous la Vire !

## Politique et administration
| Période                                  | Période  | Identité           | Étiquette | Qualité           |
| ---------------------------------------- | -------- | ------------------ | --------- | ----------------- |
| 1919                                     | 1953     | Eugène Duval       |           |                   |
| 1953                                     | 1989     | Maurice Lemazurier |           |                   |
| 1989                                     | 1995     | Louis Lamoureux    |           |                   |
| juin 1995                                | mai 2020 | Yves Hermon        | SE        | Agent de maîtrise |
| mai 2020                                 | En cours | Thierry Leharivel  | SE        |                   |
| Les données manquantes sont à compléter. |          |                    |           |                   |

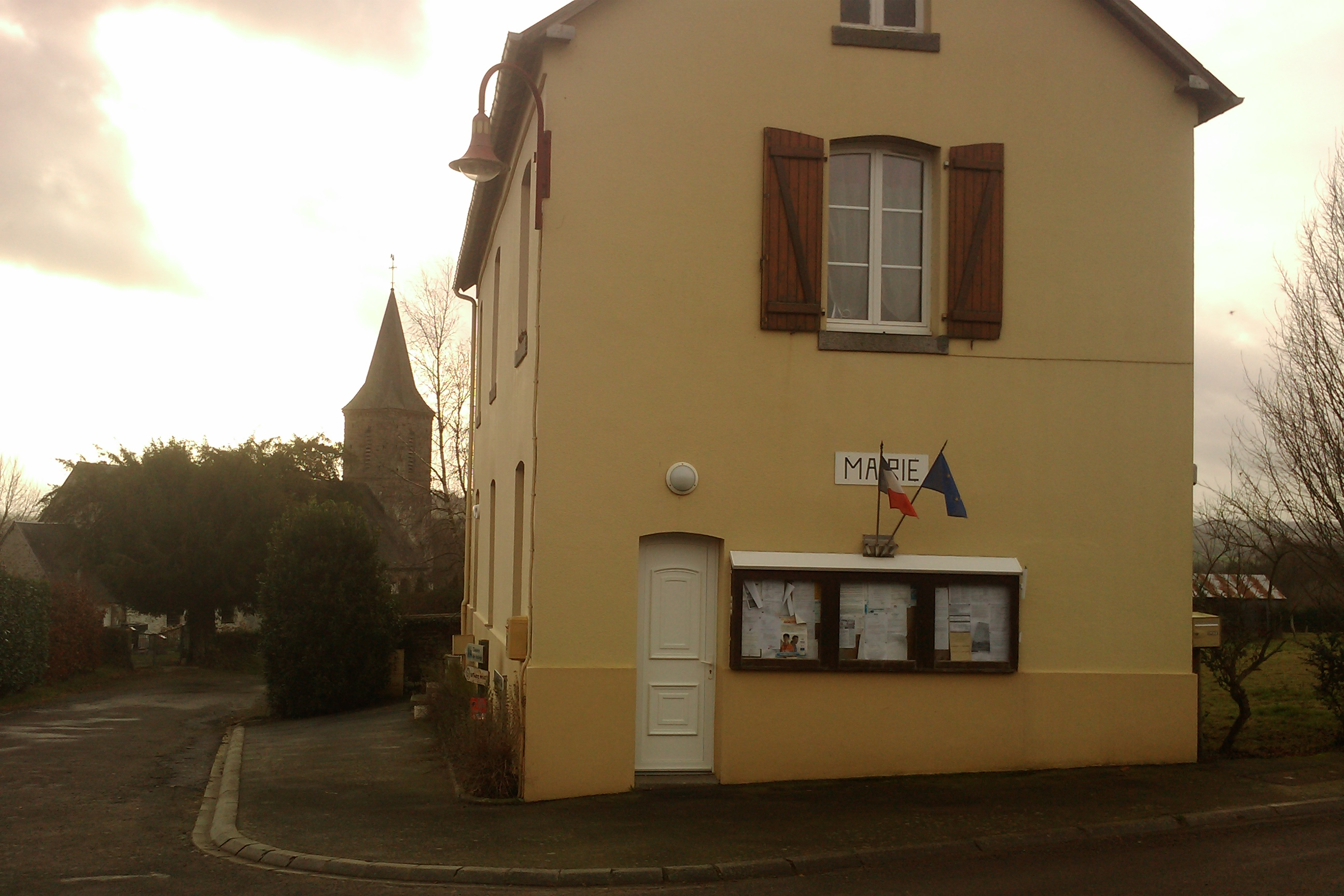
La mairie.

Le conseil municipal est composé de onze membres.

## Démographie
L'évolution du nombre d'habitants est connue à travers les recensements de la population effectués dans la commune depuis 1793. Pour les communes de moins de 10 000 habitants, une enquête de recensement portant sur toute la population est réalisée tous les cinq ans, les populations de référence des années intermédiaires étant quant à elles estimées par interpolation ou extrapolation. Pour la commune, le premier recensement exhaustif entrant dans le cadre du nouveau dispositif a été réalisé en 2004.
En 2022, la commune comptait 131 habitants, en évolution de −14,38 % par rapport à 2016 (Manche : −0,31 %, France hors Mayotte : +2,11 %).
Fourneaux a compté jusqu'à 256 habitants en 1806.
| 1793 | 1800 | 1806 | 1821 | 1831 | 1836 | 1841 | 1846 | 1851 |
| ---- | ---- | ---- | ---- | ---- | ---- | ---- | ---- | ---- |
| 215  | 212  | 256  | 240  | 239  | 244  | 240  | 237  | 246  |

| 1856 | 1861 | 1866 | 1872 | 1876 | 1881 | 1886 | 1891 | 1896 |
| ---- | ---- | ---- | ---- | ---- | ---- | ---- | ---- | ---- |
| 210  | 204  | 202  | 178  | 161  | 170  | 169  | 161  | 157  |

| 1901 | 1906 | 1911 | 1921 | 1926 | 1931 | 1936 | 1946 | 1954 |
| ---- | ---- | ---- | ---- | ---- | ---- | ---- | ---- | ---- |
| 161  | 158  | 162  | 148  | 173  | 164  | 143  | 139  | 132  |

| 1962 | 1968 | 1975 | 1982 | 1990 | 1999 | 2004 | 2006 | 2009 |
| ---- | ---- | ---- | ---- | ---- | ---- | ---- | ---- | ---- |
| 127  | 119  | 114  | 99   | 98   | 90   | 82   | 80   | 84   |

| 2014 | 2019 | 2022 | - | - | - | - | - | - |
| ---- | ---- | ---- | - | - | - | - | - | - |
| 140  | 130  | 131  | - | - | - | - | - | - |

## Lieux et monuments

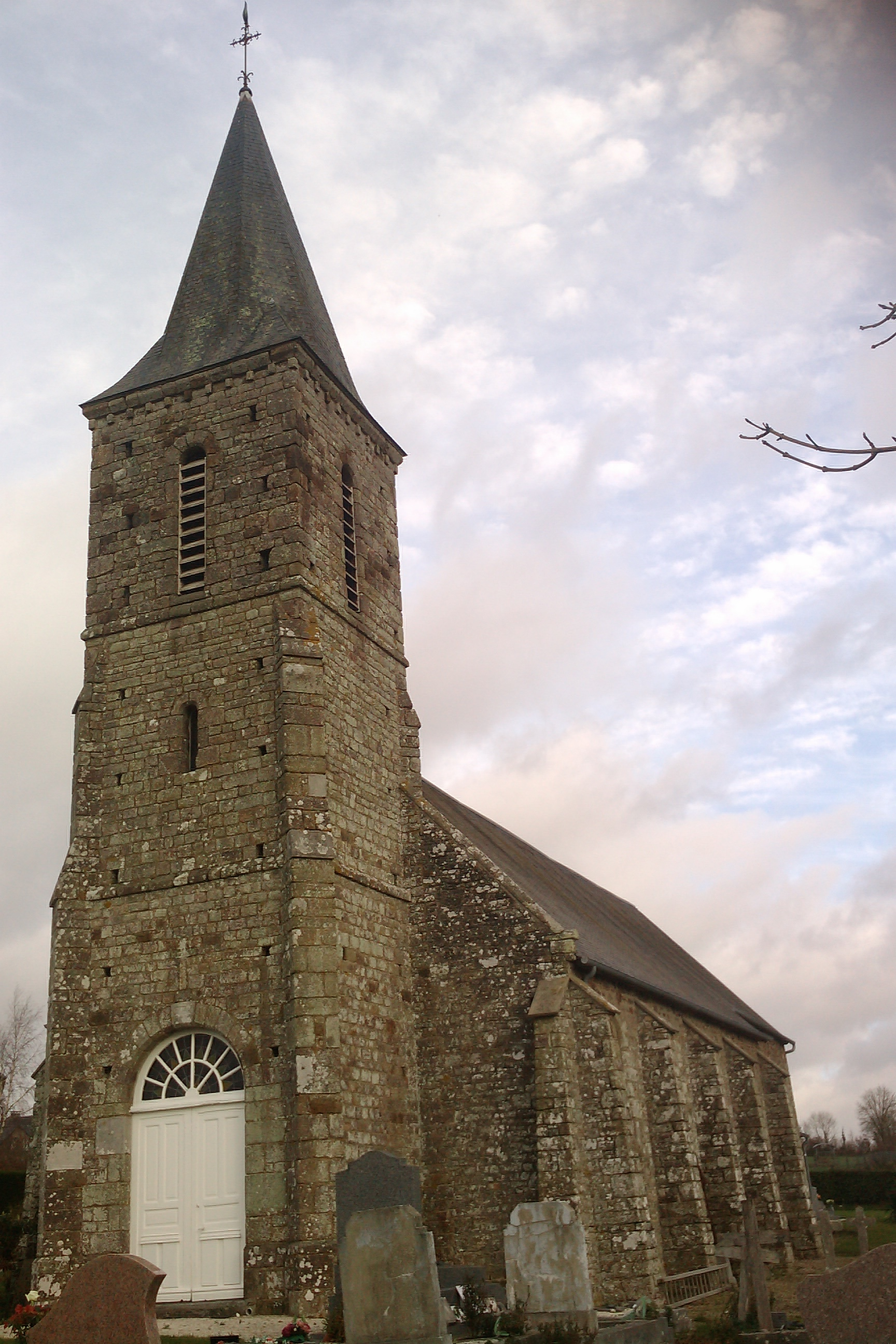
L'église Saint-Jean-Baptiste.

- Église Saint-Jean-Baptiste (XVIIIe – XIXe siècles). Elle abrite des fonts baptismaux romans (XIIe), un maître-autel (XIXe) et autels latéraux (XVIIIe), une chaire à prêcher (XIXe), une Vierge à l'Enfant (XVIe), un Chemin de croix (XIXe) de lithographies coloriées.
- Croix de cimetière (XIXe siècle).
- If à l'entrée du cimetière.